# Фабомотизол
Фабомотизол (англ. Fabomotizole, лат. Fabomotizolum) — синтетичний лікарський засіб, що належить до денних транквілізаторів, що застосовується перорально та внутрішньовенно. Фабомотизол розроблений у НДІ фармакології РАМН, та застосовується виключно в Росії та низці пострадянських країн.

## Фармакологічні властивості
Фабомотизол — синтетичний лікарський засіб, який є похідним меркаптобензімідазолу, який належить до групи денних транквілізаторів. Механізм дії препарату відрізняється від більшості препаратів групи транквілізаторів, який пов'язаний із взаємодією препаратів з бензодіазепіновими та барбітуровими рецепторами, а також основного нейростероїдного сайту ГАМК-рецепторів, та полягає у стимуляції сигма-1-рецепторів, що забезпечує зупинку розвитку мембранозалежних змін у ГАМК-рецепторах, що покращує зв'язування гамма-аміномасляної кислоти та інших нейроактивних речовин з рецепторами, наслідком чого є покращення обміну речовин у мозку, модуляція активності нейромедіаторних систем мозку, що призводить до анксіолітичної та антидепресивної дії. Фабомотизол також є агоністом мелатонінових МТ1 і МТ3 рецепторів. Препарат має анксіолітичний ефект із частковим активуючим ефектом, не має седативного ефекту, міорелаксуючого ефекту, не спричинює погіршення пам'яті та когнітивних функцій, при його застосуванні не формується залежність від препарату, а при закінченні застосування препарату не формується синдром відміни. Фабомотизол застосовується при депресивних і тривожно-депресивних станах, порушеннях сну, неврастенії, а також при різних соматичних захворюваннях, що супроводжуються психосоматичними розладами. Також препарат застосовують при панічних атаках, при обсесивно-компульсивному розладі, когнітивних порушеннях, синдромі дефіциту уваги, а також у комплексному лікуванні алкогольної та наркотичної залежності, залежності від психостимуляторів, а також для корекції побічних ефектів лікування антипсихотичними препаратами. При застосуванні препарату спостерігається незначна частота виникнення побічних ефектів.

### Фармакокінетика
Фабомотизол при прийомі всередину швидко всмоктується та розподіляється в організмі, біодоступність препарату точно не встановлена, оскільки при прийомі фабомотизолу спостерігається ефект першого проходження препарату через печінку. Максимальна концентрація фабомотизолу в крові досягається в середньому протягом 50 хвилин (0,85 години). Препарат найкраще розподіляється до органів із розвиненою кровоносною системою. Метаболізується фабомотизол в печінці з утворенням неактивних метаболітів. Виводиться препарат із організму переважно у вигляді метаболітів, частково у незміненому вигляді, як із сечею. так і з калом. Період напіввиведення фабомотизолу у середньому становить 50 хвилин, даних за збільшення цього часу при печінковій та нирковій недостатності немає.

## Показання до застосування
Фабомотизол застосовується при депресивних і тривожно-депресивних станах, порушеннях сну, неврастенії, а також при різних соматичних захворюваннях, що супроводжуються психосоматичними розладами.

## Побічна дія
При застосуванні фабомотизолу побічні ефекти спостерігаються рідко, найчастішими з них є алергічні реакції (у вигляді свербежу шкіри, кропив'янки, чхання, риніту, дерматиту або васкуліту) та головний біль.

## Протипокази
Фабомотизол протипоказаний при підвищеній чутливості до препарату, при вагітності, годуванні грудьми, особам у віці молодших 18 років.

## Форми випуску
Фабомотизол випускається у вигляді таблеток по 0,005 та 0,01 г; а також у вигляді флаконів для приготування розчину для інфузій по 2 мл 0,5 % розчину.